# Zach Ertz
Pour les articles homonymes, voir Ertz.
(en) Statistiques sur pro-football-reference
Zach Adam Ertz, né le 10 novembre 1990 à Orange dans l'État de Californie, est un joueur professionnel américain de football américain évoluant au poste de tight end.
Il remporte le Super Bowl LII avec les Eagles de Philadelphie à l'issue de la saison 2017.
Au niveau universitaire, il a joué pour le Cardinal de Stanford de 2010 à 2012.

## Biographie

### Sa jeunesse
Ertz grandi à Orange. Il a trois frères. Son père joue pour l'université Lehigh et son équipe de football américain, les Mountain Hawks (en) de 1981 à 1984. Ertz fréquente le lycée Monte Vista (en) de Danville en Californie où il pratique le football américain et le basket-ball. Lors de son année senior, il réussit 56 réceptions, gagne 756 yards et inscrit 14 touchdowns en réception pour son équipe de football américain. Il est sélectionné dans l'équipe-type de la East Bay Athletic League (en).

### Carrière universitaire
Ertz est admis à l'université Stanford où il joue pour son équipe de football américain le Cardinal de Stanford de 2009 à 2012 laquelle évolue en NCAA Division I FBS.
Il ne joue pas la saison 2009 puisqu'il y a le statut de joueur redshirt. En 2010, il dispute treize des seize matchs de la saison, comptabilisant 16 réceptions, un gain de 190 yards et cinq touchdowns. Lors de l'Orange Bowl 2011 contre les Hokies de Virginia Tech, il effectue deux réceptions dont une transformée en touchdown.
Ertz réussit 27 réceptions, gagne 343 yards et inscrit quatre touchdowns en 2011, même s'il manque trois matchs à la suite d'une blessure au genou. Lors du Fiesta Bowl 2012, il réussit quatre réceptions et inscrit un touchdown contre les Cowboys d'Oklahoma State. La saison suivante, son années junior, Ertz effectue 69 réceptions, gagne 898 yards et inscrit six touchdowns. Il effectue également trois réceptions pour un gain de 61 yards lors du Rose Bowl 2013. Son gain de 898 yards est le meilleur total réalisé par un tight end de la FBS cette saison là. Il est sélectionné dans l'équipe-type All-American ainsi que celle de la Conférence Pacific 12 et est finaliste du John Mackey Award,.

### Carrière professionnelle

#### NFL Combine
Le 8 janvier 2013, après sa saison 2012 universitaire, Ertz lors d'une conférence de presse organisée à Stanford, qu'il renonce à y jouer sa saison senior car il a décidé de se présenter à la draft 2013 de la NFL. ESPN Sports Inc. le classe comme le deuxième meilleur tight-end à s'y présenter. Il fait partie des 19 tight-ends à participer au NFL Scouting Combine à Indianapolis dans l'Indiana. Il y effectue toutes les épreuves terminant second des tight-ends au développé couché, troisième au three-cone drill et neuvième au 40-yard dash.
Le 24 mars 2013, Ertz participe au Pro Day de Stanford espérant améliorer plusieurs résultats. Il y améliore effectivement ses performances dans le 40-yard dash (4 s 67), le 20-yard dash (2 s 74), le 10-yard dash (1 s 64), la détente verticale (90 cm), la détente horizontale (2,90 m).
| Taille             | Poids           | Bras           | Main          | Sprint   | Sprint   | Sprint   | Shuttle 20 yards | 3 cones drill | Détente        | Détente            | Développé couché | Test Wonderlic |
| Taille             | Poids           | Bras           | Main          | 40 yards | 10 yards | 20 yards | Shuttle 20 yards | 3 cones drill | verticale      | horizontale        | Développé couché | Test Wonderlic |
| 1,96 m (6 ft 5 in) | 113 kg (249 lb) | 81 cm (31¾ in) | 25 cm (9¾ in) | 4 s 76   | 1 s 68   | 2 s 77   | 4 s 47           | 7 s 08        | 77 cm (30½ in) | 2,82 m (9 ft 3 in) | 24               | -              |

#### La draft
Avant la draft, il effectue plusieurs visite privées dont celles chez les Falcons d'Atlanta et les Eagles de Philadelphie. Les experts et scouts NFL estiment qu'Ertz est un choix tardif de premier tour lors de la draft. Sports Illustrated le classe comme deuxième meilleur tigh-end à s'y présenter tout comme le site DraftScout.com, SBNation (en) et les analystes NFL Mike Mayock (en), Mel Kiper (en) et Rob Rang,,. Il est classé cinquième meilleur tight-end par l'analyste NFL Josh Norri
Les Eagles de Philadelphie sélectionnent Ertz en 35e choix global lors du deuxième tour de la draft 2013 de la NFL. C'est le second tight-end choisi lors de cette draft derrière le joueur des Fighting Irish de Notre Dame Tyler Eifert mais avant son équipier Levine Toilolo (en) de Stanford et les futurs Pro Bowlers Travis Kelce et Jordan Reed. L'entraîneur principal  Chip Kelly explique son choix parcequ'il désire pouvoir utiliser trois tight-ends lors de jeux spécifiques comme l'ont si bien fait les Patriots de la Nouvelle-Angleterre.
Le 9 mai 2013, Ertz signe un contrat de quatre ans avec les Eagles pour un montant de 5,37 millions de $ (dont 3,65 millions garantis) et une prime à la signature de 2,29 millions de $,.

#### Saison 2017
Le 4 février 2018 lors du Super Bowl LII, Ertz marque le touchdown décisif de sept yards à la suite d'une réception d'une passe de son quarterback Nick Foles. Les Eagles de Philadelphie l'emportent contre les Patriots de la Nouvelle-Angleterre 41 à 33.

#### Saison 2018

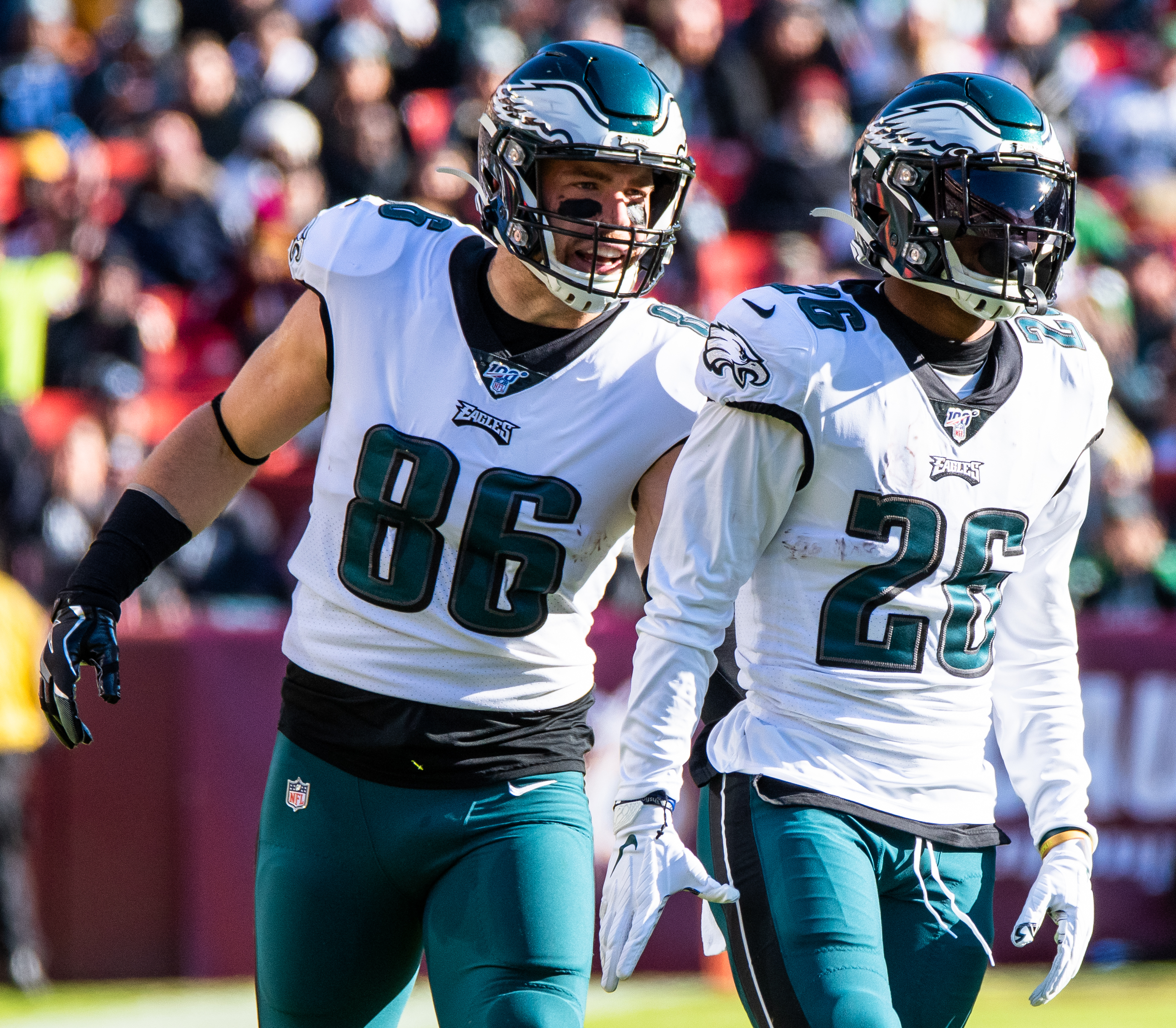
Zach Ertz lors d'un match face aux Redskins

La 6e saison d'Ertz chez les Eagles débute par une victoire 18 à 12 contre les Falcons d'Atlanta à l'occasion du Thursday Night Footballet il y effectue cinq réceptions pour un gain global de 48 yards. Contre les Buccaneers de Tampa Bay en 2e semaine (défaite), il réussit onze réceptions pour un gain de 94 yards.
En 4e semaine, il totalise dix réceptions pour un gain de 112 yards (défaite en prolongation contre les Titans du Tennessee). La semaine suivante lors de la défaite contre les Vikings du Minnesota, il gagne 110 yards en dis réceptions et inscrit un touchdown.
Après avoir inscrit un autre touchdown lors de la victoire contre les Giants de New York, il gagne 138 yards en neuf réceptions en 7e semaine lors de la défaite contre les Panthers de la Caroline. Il fait mieux deux matchs plus tard, avec 14 réceptions pour 145 yards et deux touchdowns malgré une nouvelle défaite dans les derniers instants chez les Cowboys de Dallas.
Il va battre le record NFL du plus grand nombre de réception par un tight-end sur une saison détenu par Jason Witten lors du match gagné en 16e semaine contre les Texans de Houston en totalisant 113e réceptions. Lors de ce match, il réussit 12 réceptions pour un gain cumulé de 110 yards tout en inscrivant deux touchdowns (pour la cinquième fois de sa carrière). C'est d'ailleurs lui qui effectue à 1:29 minutes de la fin une réception de 20 yards qui permet la conversion du field goal donnant la victoire à sa franchise mais qui donne aussi la qualification pour les playoffs.
Il termine la saison avec un bilan général de 116 réceptions, 1 163 yards et huit touchdowns.
Lors du tour de wild card NFC et la victoire 16 à 15 contre les Bears de Chicago, il réussit cinq réceptions pour un gain cumulé de 52 yards. En match de division (Divisional round) contre les Saints de La Nouvelle-Orléans, il ne gagne que 50 yards en cinq réceptions (défaite 14 à 20).

#### Saison 2021
En octobre 2021, Ertz rejoint les Cardinals de l'Arizona. Il est échangé contre le cornerback Tay Gowan (en) et un choix dans la draft 2022 de la NFL.

## Statistiques

### NCAA
| Année                  | Équipe                 | Statut                 | MJ |     | Passes réceptionnées | Passes réceptionnées | Passes réceptionnées | Passes réceptionnées |       | Courses | Courses | Courses | Courses |
| Année                  | Équipe                 | Statut                 | MJ | Nb. | Yards                | Moy.                 | TD                   | Nb.                  | Yards | Moy.    | TD      |         |         |
| 2010                   | Cardinal de Stanford   | So.                    | 13 | 16  | 190                  | 11,9                 | 5                    | -                    | -     | -       | -       |         |         |
| 2011                   | Cardinal de Stanford   | Jr.                    | 10 | 27  | 346                  | 12,8                 | 4                    | -                    | -     | -       | -       |         |         |
| 2012                   | Cardinal de Stanford   | Sr.                    | 14 | 69  | 898                  | 13,0                 | 6                    | -                    | -     | -       | -       |         |         |
| Totaux NCAA / Stanford | Totaux NCAA / Stanford | Totaux NCAA / Stanford | 37 | 112 | 1 434                | 12,8                 | 15                   | -                    | -     | -       | -       |         |         |

### NFL
| Année               | Équipe                 | MJ  |     | Passes réceptionnées | Passes réceptionnées | Passes réceptionnées | Passes réceptionnées |       | Courses | Courses | Courses | Courses |  | Fumbles | Fumbles |
| Année               | Équipe                 | MJ  | Nb. | Yards                | Moy.                 | TD                   | Nb.                  | Yards | Moy.    | TD      | Nb.     | Perdus  |  |         |         |
| 2013                | Eagles de Philadelphie | 16  | 36  | 469                  | 13                   | 4                    | -                    | -     | -       | -       | 0       | 0       |  |         |         |
| 2014                | Eagles de Philadelphie | 16  | 58  | 702                  | 12,1                 | 3                    | -                    | -     | -       | -       | 1       | 1       |  |         |         |
| 2015                | Eagles de Philadelphie | 15  | 55  | 853                  | 11,4                 | 2                    | -                    | -     | -       | -       | 1       | 1       |  |         |         |
| 2016                | Eagles de Philadelphie | 14  | 78  | 816                  | 10,5                 | 4                    | -                    | -     | -       | -       | 0       | 0       |  |         |         |
| 2017                | Eagles de Philadelphie | 14  | 74  | 824                  | 11,1                 | 8                    | -                    | -     | -       | -       | 1       | 1       |  |         |         |
| 2018                | Eagles de Philadelphie | 16  | 116 | 1 163                | 10                   | 8                    | -                    | -     | -       | -       | 1       | 0       |  |         |         |
| 2019                | Eagles de Philadelphie | 15  | 88  | 916                  | 10,4                 | 6                    | -                    | -     | -       | -       | 1       | 1       |  |         |         |
| 2020                | Eagles de Philadelphie | 11  | 36  | 335                  | 9,3                  | 1                    | -                    | -     | -       | -       |         |         |  |         |         |
| Totaux NFL / Eagles | Totaux NFL / Eagles    | 117 | 561 | 6 078                | 10,8                 | 36                   | -                    | -     | -       | -       | 5       | 4       |  |         |         |

| Année               | Équipe                 | MJ |     | Passes réceptionnées | Passes réceptionnées | Passes réceptionnées | Passes réceptionnées |       | Courses | Courses | Courses | Courses |
| Année               | Équipe                 | MJ | Nb. | Yards                | Moy.                 | TD                   | Nb.                  | Yards | Moy.    | TD      |         |         |
| 2013                | Eagles de Philadelphie | 1  | 3   | 22                   | 7,3                  | 1                    | -                    | -     | -       | -       |         |         |
| 2017                | Eagles de Philadelphie | 3  | 18  | 192                  | 10,7                 | 1                    | -                    | -     | -       | -       |         |         |
| 2018                | Eagles de Philadelphie | 2  | 10  | 102                  | 10,2                 | 0                    | -                    | -     | -       | -       |         |         |
| 2019                | Eagles de Philadelphie | 1  | 2   | 44                   | 22                   | 0                    | -                    | -     | -       | -       |         |         |
| Totaux NFL / Eagles | Totaux NFL / Eagles    | 7  | 33  | 360                  | 10,9                 | 2                    | -                    | -     | -       | -       |         |         |

## Trophées et récompense
- NFL :
  - Vainqueur du Super Bowl LII ;
  - Sélectionné au Pro Bowl de 2017 et 2018 ;
  - Record de réceptions (116) par un tight-end sur une saison NFL.
- NCAA :
  - Champion de la Conférence Pacific 12 (Pac-12) en 2012 ;
  - Sélectionné dans l'équipe type All-American en 2012 ;
  - Sélectionné dans l'équipe type de la Pac-12 en 2012.

## Vie privée
Ertz est chrétien et est marié à la joueuse de football Julie Johnston, titulaire au poste de milieu défensif de l'équipe des États-Unis féminine de soccer et des Red Stars de Chicago. Ils se sont rencontrés en 2012 à l'occasion d'un match de baseball joué dans le stade Klein Field de l'université Stanford. ils se marient le 26 février 2016. Julie et Zach Ertz apparaissent en 2017 dans l'édition The Body Issue (en) 2017 de l'émission de télévision ESPN The Magazine. Ils vivent actuellement dans le centre-ville de Philadelphie.